# Can Cunill (Òrrius)
Can Cunill és una masia d'Òrrius (Maresme), inclosa a l'Inventari del Patrimoni Arquitectònic de Catalunya.

## Història
El 1803, Josep Cunill i Raimí es va casar amb Maria Àngela Sors i Matas, que heretaria la masia de Can Sors (Alella).

## Descripció
De gran dimensions, està formada per tres cossos: el principal, de planta baixa i dos pisos, els altres tenen planta baixa i pis. La teulada és a quatre vessants. A la façana principal trobem un portal d'arc de mig punt adovellat i les finestres són rectangulars; al pis de sobre, les obertures són balcons i al segon pis, tornen a ser finestres. Sembla que totes són del segle xvii, encara que el portal rodó pot ser anterior. A un cos lateral hi ha una galeria porxada, de sis arcs, tota la casa està tancada per un pati.
Adossada a la masia hi ha una font de mina amb safareig de planta quadrada, fet amb pedra lligada amb morter de calç i pedres rentadores de granit treballada. L'interior conserva restes del revestiment de morter lliscat per a impermeabilitzar-lo. Antigament, era el safareig públic del poble, anomenat popularment com a «abeurador dels cavalls». Actualment, la font no raja i el safareig està molt deteriorat i ple de sediments.